# Estrella congelada
En astronomía, una estrella congelada además de un término en desuso para referirse a un agujero negro, es un tipo hipotético de estrellas que podrían aparecer en el futuro del universo cuando la metalicidad del medio interestelar sea varias veces superior a la actual.

## Características
Debido a efectos de opacidad, el aumento de la metalicidad del gas interestelar provocará en el futuro que tanto la masa máxima cómo la mínima que pueda tener una estrella disminuyan y se ha calculado que llegará un momento en el que un objeto con una masa de 0,04 veces la masa del Sol (40 veces la del planeta Júpiter), que en la actualidad se convertiría en una enana marrón incapaz de fusionar hidrógeno, fuera capaz de ello entrando en la secuencia principal.
Estos objetos tendrían una temperatura superficial de 0° (273°K, por tanto congeladas), mucho más frías que las enanas rojas actuales y con densas nubes de hielo de agua formándose en sus atmośferas. Su luminosidad sería menos de mil veces la de las estrellas más débiles existentes hoy, durando sensiblemente más que estas.